# Jaroslav Heyrovský
Jaroslav Heyrovský (n. 20 decembrie 1890, Praga, Austro-Ungaria – d. 27 martie 1967, Praga, Cehoslovacia) a fost un chimist ceh, laureat al Premiului Nobel pentru chimie (1959). Principalul domeniu în care a lucrat a fost polarografia.